# Franz Hoffmann (Architekt, 1881)
Franz Hoffmann (* 1881; † 1948) war ein deutscher Architekt, der insbesondere in Hannover (heute) denkmalgeschützte Wohngebäude hinterließ.

## Leben
Franz Hoffmann wurde noch zur Zeit des Deutschen Kaiserreichs in Hannover für die Wohnungsbaugenossenschaft Spar- und Bauverein tätig, für die er den Gebäudekomplex Schlosswender Garten (heute: Brüggemannhof) im Heimatstil errichtete. Zur Zeit der Weimarer Republik vollendete er den nördlichen Teil des Brüggemannhofs noch im gleichen Baustil. Dann erarbeitete er gemeinsam mit Walter Saran (Büro Saran & Hoffmann) Teil-Pläne für die unter Stadtdirektor Karl Elkart und Gartendirektor Hermann Kube entwickelte Gartenstadt Kleefeld, die in Klinkerbauweise und „traditioneller Block-Platz-Straßen-Formation“ ursprünglich für „die bessergestellten Arbeiter und den Mittelstand“ gedacht waren.
Franz Hoffmann starb im Jahr 1948.

## Bekannte Werke

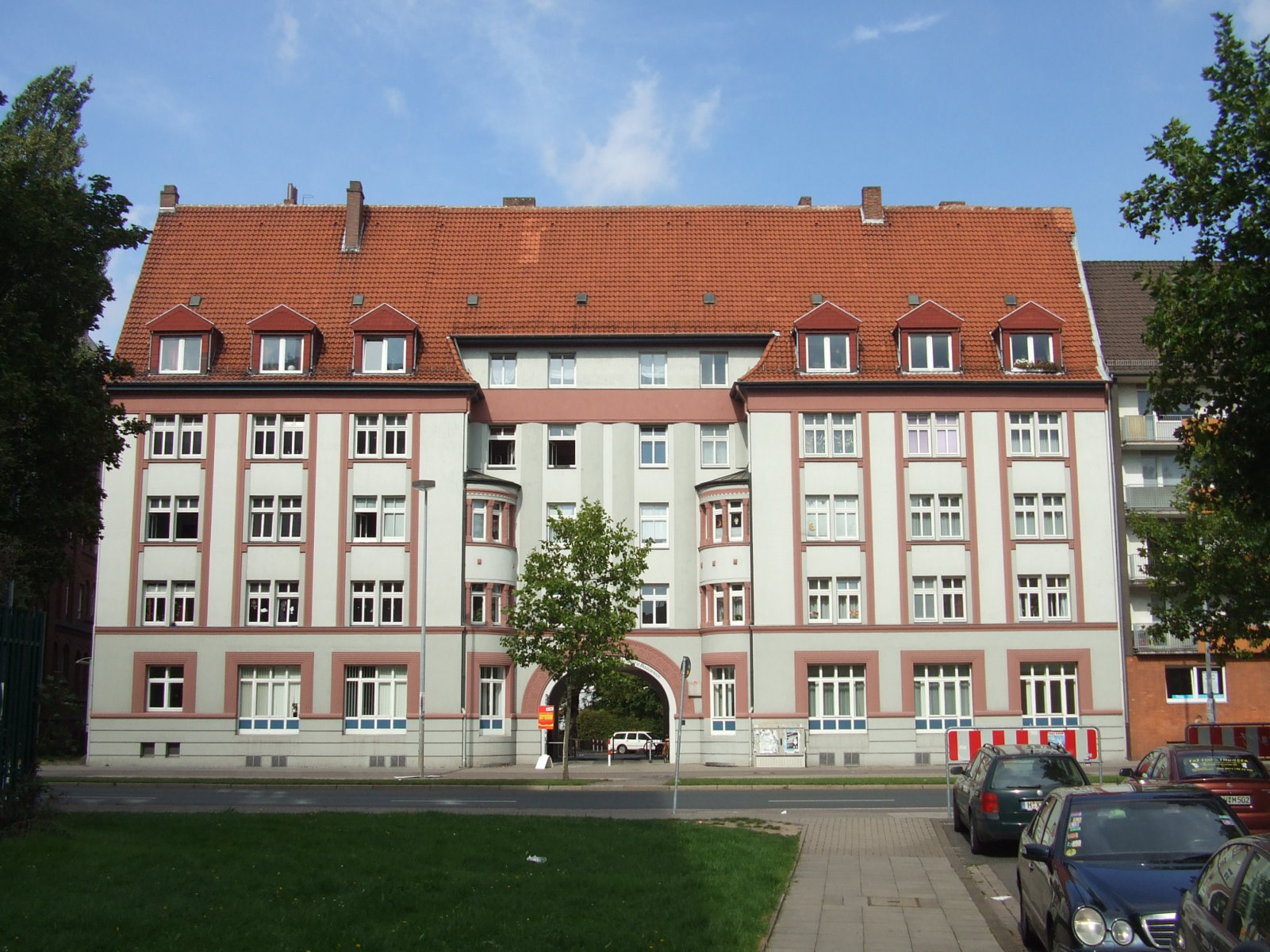
Südlicher Flügel des Brüggemannhofs, 1912–1915 errichtet für die Wohnungsbaugenossenschaft Spar- und Bauverein in Hannover-Nordstadt

- 1912–1915: Südlicher Flügel des Schlosswender Gartens, später umbenannt in Brüggemannhof (Hannover-Nordstadt);[4]
- 1922–1924: Nördlicher Flügel des Schlosswender Gartens (Brüggemannhof)[4]
- „um 1928“, gemeinsam mit Walter Saran: Häuserzeile Sievertstraße 20-28 (Hannover-Kleefeld), mit „wenig Dekor“[1]